# 아리아나 엔지니어
아리아나 엔지니어(Aryana Engineer, 2001년 3월 6일 ~ )은 캐나다의 배우이다.

## 출연 작품
- 레지던트 이블 5 : 최후의 심판 3D (2012)
- 오펀: 천사의 비밀 (2009)